# Canal Parlament
Canal Parlament és una plataforma audiovisual que té per objectiu divulgar l'activitat del Parlament de Catalunya. Començà les seves emissions el 17 de novembre de 2003, el dia després a les eleccions catalanes, a les 20h i pel Canal 3/24. La idea és apropar als ciutadans la institució que exerceix el poder legislatiu, que es renova cada quatre anys d'acord amb la voluntat del poble de Catalunya.
Canal Parlament retransmet en directe per la web Parlament.cat i amb un sistema de tres canals la gran majoria d'actes que tenen lloc a la seu parlamentària: els plens, les comissions, les conferències de premsa dels grups parlamentaris i els actes institucionals, continguts a què els usuaris també poden accedir en diferit. A més, amb l'objectiu de continuar potenciant la participació dels ciutadans en l'activitat parlamentària, el Parlament ha desenvolupat aplicacions natives per a IOS i Android per a la consulta dels vídeos del Canal Parlament, i també una web optimitzada per a aquests dispositius, que permet l'accés als continguts més consultats del website parlament.cat.
Canal Parlament va néixer la VI legislatura per iniciativa de la mesa de la cambra i els presidents dels grups parlamentaris. Des del novembre del 2003, amb l'inici de la VII legislatura, fins al novembre del 2012, amb l'acabament de la IX, també va emetre pel canal informatiu de Televisió de Catalunya.
Tal com explica el cronista parlamentari de TVC, Josep Maria Martí Rigau, al seu llibre L'escó invisible (Ara Llibres i TV3, 2016), el principal promotor d'aquesta iniciativa fou Pasqual Maragall, imitant el model francès de la Châine Parlamentaire. En una entrevista pel programa Parlament de la televisió pública catalana, Maragall revelà el seu desig d'instal·lar càmeres a l'hemicicle i a les sales de les comissions per poder seguir tota l'activitat parlamentària que genera la cambra catalana i donar un ''altre aire institucional al Parlament''. Mesos després, començà la instal·lació de la infraestructura i, a dia d'avui, Canal Parlament disposa dels mitjans i tècnics necessaris per cobrir totes les necessitats parlamentàries.